# Aleksey Nagin
Aleksey Yuryevich Nagin (em russo:  Алексей Юрьевич Нагин, 21 de março de 1981 – 20 de setembro de 2022) foi um oficial militar russo. Ele foi o comandante de um destacamento de assalto do Grupo Wagner. Ele recebeu o título de Herói da Federação Russa postumamente quando foi morto em ação na Batalha de Bakhmut, bem como o Herói da República Popular de Donetsk.

## Biografia
Aleskey Nagin nasceu em 21 de março de 1981 em Vertyachy no distrito de Gorodishchensky do Oblast de Volgogrado, filho de seu pai, Yury Viktorovich, que é um ex-militar, e Galina Andreevna Zayler-Ivanova.
Nagin foi convocado para as Forças Armadas da Rússia e participou das hostilidades na Chechênia. Depois de completar o serviço militar, decidiu seguir carreira.
Nagin fez parte dos combates na Guerra Russo-Georgiana. Em seguida, ele se mudou para as forças especiais do FSB em Volgogrado como atirador de reconhecimento. De 2014 a 2016, foi instrutor de escoteiros de treinamento na Crimeia. No final, Nagin deixou o FSB e ingressou no Grupo Wagner. Ele participou da guerra civil síria, onde passou três anos, e da Segunda Guerra Civil da Líbia.
Em 2022, Nagin participou da invasão russa da Ucrânia. Em 12 de maio, ele foi gravemente ferido. Depois de um longo tratamento em agosto, ele voltou ao serviço. Em 20 de setembro de 2022, Nagin foi morto em combate na Batalha de Bakhmut. Ele foi enterrado em Volgogrado no cemitério Dimitrievsky.

## Vida pessoal
Ele não era casado. Nas batalhas, foi repetidamente ferido e em estado de choque. Co-autor dos filmes "Sunshine" e "Best in Hell".